# Jezioro Małe (powiat świdwiński)
Jezioro Małe – jezioro na Pojezierzu Drawskim, położone w woj. zachodniopomorskim, w powiecie świdwińskim, w gminie Połczyn-Zdrój, o
powierzchni 5,76 ha.
Lustro wody jeziora znajduje się na wysokości 145,1 m n.p.m. W typologii rybackiej jest jeziorem karasiowym.
Przez jezioro przepływa rzeka Drawa. Przy wschodnim brzegu jeziora biegnie droga wojewódzka nr 163.
Jezioro Małe zostało objęte rezerwatem przyrody Dolina Pięciu Jezior. Jezioro znajduje się w Drawskim Parku Krajobrazowym oraz obszarze specjalnej ochrony ptaków Ostoja Drawska.
W 2004 roku dokonano badań czystości wód powierzchniowych, gdzie oceniono wody Jeziora Małego na II klasę czystości.